# Carajicomedia
La Carajicomedia es un poema obsceno paródico, épico-narrativo y satírico, de principios del siglo XVI, perteneciente al Prerrenacimiento.
Consta de 117 coplas de arte mayor en dodecasílabos con sus correspondientes glosas. Su autor o autores son anónimos, y se esconden bajo los pseudónimos de "Fray Bugeo Montesino" y "Juan de Hempudia".
El poema realiza la parodia o imitación burlesca, desde un lenguaje crudamente obsceno y sexual, del Laberinto de Fortuna del poeta cordobés del Prerrenacimiento Juan de Mena, perteneciente a la Escuela alegórico-dantesca.
El Laberinto de Fortuna fue presentado por Mena a Juan II de Castilla en 1444 y pretendía ser un poema de exaltación y unidad nacional en tiempos revueltos para el reino. Para anular esas intenciones, el poema contiene una crítica feroz contra la política, la sociedad y la moralidad castellana de la época. La única copia del texto se encuentra en el Cancionero de obras de burlas provocantes a risa (Valencia, Juan Viñao, 1519), cuyo único ejemplar custodia la biblioteca del Museo Británico.
El protagonista es un caballero anciano e impotente, Diego Fajardo, que intenta recobrar su perdida virilidad visitando los prostíbulos más famosos de Castilla; al final fallece ante la insaciable voracidad sexual femenina. 

## Ediciones modernas
- Carajicomedia, ed. de Álvaro Alonso (Málaga: Aljibe, 1995).
- Carajicomedia, ed. de Carlos Varo (Madrid: Playor, 1981).
- Domínguez, Frank A. Carajicomedia: Parody and Satire in Early Modern Spain, with and Edition and Translation of the Text. (London and Rochester: Tamesis, 2015). Edición paleográfica con notas (pp. 235-353) y moderna con traducción al inglés (pp. 355-451).